# Hanspeter Zwicker
Hanspeter Zwicker (* 7. April 1960) ist ein ehemaliger Schweizer Fussballspieler.

## Karriere

### Vereine
Zunächst spielte Zwicker beim SC Brühl und erreichte mit dem Verein den 6. Platz in der 1. Liga. Er wechselte daraufhin zum FC Zürich und schaffte dort in seiner ersten Saison den dritten Platz. In seinen Jahren dort erzielte er in der NLA in 124 Spielen 47 Tore. Sein grösster Erfolg war der Gewinn der Liga in der Saison 1980/81.
Im Jahr 1983 unterschrieb Zwicker beim FC Lausanne-Sport. In seiner einzigen Saison schaffte es der Verein bis in den Final des Schweizer Cups, Zwicker wurde jedoch kaum eingesetzt. In der Folgesaison ging er zum FC St. Gallen. Über vier Jahre spielte er dort 88 Spiele und schoss 32 Tore.
Zum Karriereende wechselte Zwicker zu Neuchâtel Xamax. Er gewann dort 1988 den Schweizer Supercup. Die Mannschaft setzte sich im Final gegen die Grasshoppers durch.

### Nationalmannschaft
Zwicker war von 1980 bis 1988 Teil der Schweizer Fussballnationalmannschaft. Ihm gelang in 25 Einsätzen ein Tor.